# O Expresso da Meia-Noite
Midnight Express (bra: O Expresso da Meia-Noite; prt: O Expresso da Meia-Noite, ou Expresso da Meia-Noite) é um filme britano-estadunidense de 1978, do género drama biográfico, realizado por Alan Parker, com roteiro de Oliver Stone baseado no livro Midnight Express, de William Hayes (com William Hoffer).
Embora baseado numa história real, o filme omitiu a homossexualidade do protagonista. Sofreu acusações de preconceito contra os turcos, cujas prisões virariam exemplo de "lugar execrável".

## Sinopse
Em 1970, o estudante Billy Hayes viaja à Turquia e na volta aos EUA é preso no aeroporto de Istambul portando haxixe. Torturado e submetido a interrogatórios cruéis, é condenado a 30 anos, e sua única chance de viver é pegar o "expresso da meia-noite", ou seja, fugir.

## Elenco
- Brad Davis .... Billy Hayes
- Irene Miracle .... Susan
- Bo Hopkins .... Tex
- Paolo Bonacelli .... Rifki
- Paul L. Smith .... Hamidou
- Randy Quaid .... Jimmy Booth
- Norbert Weissner .... Erich
- John Hurt .... Max
- Mike Kellin .... Sr. Hayes
- Franco Diogene .... Yesil
- Michael Ensign .... Stanley Daniels

## Prémios e nomeações
| Prêmio             | Categoria                     | Recipiente                   | Resultado                   |
| ------------------ | ----------------------------- | ---------------------------- | --------------------------- |
| Oscar 1979         | Melhor roteiro adaptado       | Oliver Stone                 | Venceu                      |
| Oscar 1979         | Melhor trilha sonora          | Giorgio Moroder              | Venceu                      |
| Oscar 1979         | Melhor filme                  | Melhor filme                 | Indicado                    |
| Oscar 1979         | Melhor direção                | Alan Parker                  | Indicado                    |
| Oscar 1979         | Melhor ator coadjuvante       | John Hurt                    | Indicado                    |
| Oscar 1979         | Melhor edição                 |                              | Indicado                    |
| Globo de Ouro 1979 | Melhor filme - drama          | Melhor filme - drama         | Venceu                      |
| Globo de Ouro 1979 | Melhor ator coadjuvante       | John Hurt                    | Venceu                      |
| Globo de Ouro 1979 | Melhor trilha sonora          | Giorgio Moroder              | Venceu                      |
| Globo de Ouro 1979 | Melhor roteiro                | Oliver Stone                 | Venceu                      |
| Globo de Ouro 1979 | Revelação masculina           | Brad Davis                   | Venceu                      |
| Globo de Ouro 1979 | Revelação feminina            | Irene Miracle                | Venceu                      |
| Globo de Ouro 1979 | Melhor direção                | Alan Parker                  | Indicado                    |
| Globo de Ouro 1979 | Melhor ator - drama           | Brad Davis                   | Indicado                    |
| Cannes 1978        | Melhor filme (Palma de Ouro)  | Melhor filme (Palma de Ouro) | Indicado                    |
| BAFTA 1979         | Melhor direção                | Alan Parker                  | Venceu[carece de fontes?]   |
| BAFTA 1979         | Melhor ator coadjuvante       | John Hurt                    | Venceu[carece de fontes?]   |
| BAFTA 1979         | Melhor montagem               |                              | Venceu[carece de fontes?]   |
| BAFTA 1979         | Melhor filme                  | Melhor filme                 | Indicado[carece de fontes?] |
| BAFTA 1979         | Melhor ator/atriz em ascensão | Brad Davis                   | Indicado[carece de fontes?] |